# 砂川大
砂川 大（すながわ まさる）は、日本の実業家、エンジェル投資家。

## 概要
父親の仕事の関係で、高校卒業までを日本国外で過ごす。1995年（平成7年）、慶應義塾大学法学部政治学科を卒業。同年三菱商事に入社。海外向け鉄道案件を担当し、エジプトやオーストラリアの鉄道事業に携わる。2001年、ハーバード・ビジネス・スクールに留学。留学中にマッキンゼー・アンド・カンパニーとUBS証券でインターンを経験。UBS証券でファイナンスの経験を得る。2003年に修了しMBAを取得。その後、ベンチャーキャピタルであるGlobespan Capital Partnersに入社。2004年に同社の日本代表に就任。2005年3月に株式会社ロケーションバリューを創業。位置情報を活用した求人情報サイトおてつだいネットワークスをオープン。2012年に同社をNTTドコモに売却しロックアップを経て、2015年にGoogleに入社。Googleマップの製品開発部長、Androidの事業統括部長を歴任。2018年にGoogleを離れ、株式会社スマートラウンドを起業。自身の体験から、起業家と投資家の情報の非対称性を解消し、スタートアップが事業に集中できるようなプラットフォームSaaS「smartround」の提供を行う。一般社団スタートアップ協会代表理事を兼務。エンジェル投資家としても活動している。
- 2007年4月16日、第1回 DREAM GATE AWARD 2007「日本の次世代を創る若手企業家30名」の1人に選ばれる[4]。

- 2008年7月22日、自ら企画したおてつだいネットワークスが、モバイルプロジェクト・アワード2008　モバイルソリューション部門　優秀賞を獲得する[5][6]。

## 略歴
- 1995年 - 慶應義塾大学法学部政治学科を卒業
- 1995年 - 三菱商事に入社
- 2001年 - ハーバード大学経営大学院へ留学（2003年 MBAを取得）
- 2001年 - マッキンゼー・アンド・カンパニーとUBS証券でインターンを経験
- 2003年 - Globespan Capital Partnersに入社
- 2004年 - 同社の日本代表に就任
- 2005年 - ロケーションバリューを創業
- 2007年 - 第1回 DREAM GATE AWARD 2007「日本の次世代を創る若手企業家30名」に選出
- 2008年 - モバイルプロジェクト・アワード2008　モバイルソリューション部門　優秀賞を獲得
- 2012年 - 同社をNTTドコモに売却
- 2014年 - ロケーションバリューを退社
- 2015年 - Googleに入社
- 2018年 - Googleを退社
- 2018年 - 株式会社スマートラウンドを創業

## 人物
- 第一印象は非常にクレバーだが、体育会系の明るいお人柄である[7]
- 周囲からはあだ名でSunnyさんと呼ばれている
- 趣味は長水路めぐり